# Marilasioptera tripartita
Marilasioptera tripartita är en tvåvingeart som beskrevs av Edwin Möhn 1975. Marilasioptera tripartita ingår i släktet Marilasioptera och familjen gallmyggor.
Artens utbredningsområde är El Salvador. Inga underarter finns listade i Catalogue of Life.